# 井上英之
井上 英之（、1947年〈昭和22年〉9月4日 - ）は、日本の映画監督、全映連・東宝支部執行委員長。東宝スタジオ所属。

## 概暦
宮城県仙台市出身。1969年に東宝へ入社。多くの監督の下で助監督を務めた。
『恋する女たち』（1986年）や『ゴジラvsビオランテ』（1989年）でついた大森一樹とはやりやすかった一方で、現場でカット割りを変えてしまうこともあり、井上から両方撮影しようと進言することもあったという。
『vsビオランテ』で撮影助手を務めた清久素延は、気さくな大森に対し、井上は鬼軍曹という雰囲気であったと述べている。

## 主な作品

### 監督助手作品
- 弾痕（1969年、監督：森谷司郎）
- 野獣の復活（1969年、監督：山本迪夫）
- 娘ざかり（1969年、監督：松森健）
- 栄光への反逆（1970年、監督：中平康）
- 商魂一代 天下の暴れん坊（1971年、監督：丸山誠治）
- 紙芝居昭和史 黄金バットがやって来る（1972年、監督：石田勝心）
- ゴジラ対メガロ（1973年、監督：福田純）
- 日本侠花伝（1973年、監督：加藤泰）
- 小林多喜二（1974年、監督：今井正）
- 妻と女の間（1976年、監督：豊田四郎）
- 姿三四郎（1977年、監督：岡本喜八）
- 影武者（1980年、監督：黒澤明）
- 連合艦隊（1981年、監督：松林宗恵）
- 嵐を呼ぶ男（1983年、監督：井上梅次）
- あいつとララバイ（1983年、監督：井上梅次）
- 姉妹坂（1985年、監督：大林宣彦）

### チーフ助監督作品
- 沖田総司（1974年、監督：出目昌伸）
- 大空のサムライ（1976年、監督：丸山誠治）[4]
- 白熱（1977年、監督：石田勝心）
- 残照（1978年、監督：河崎義祐）
- 零戦燃ゆ（1984年、監督：舛田利雄）[3][4]
- 愛・旅立ち（1985年、監督：舛田利雄）
- 宇宙からの帰還（1985年、監督：中島紘一）
- 山下少年物語（1985年、監督：松林宗恵）
- 恋する女たち（1986年、監督：大森一樹）
- ガンヘッド（1989年、監督：原田眞人）[3][2]
- ゴジラvsビオランテ（1989年、監督：大森一樹）[3]

### 映画監督作品
- 海・翼・そして明日（1977年） - 自衛隊のPR映画[3][1][2]

## 著書
- 井上英之『検証・ゴジラ誕生―昭和29年・東宝撮影所』朝日ソノラマ、1994年。ISBN 4257033940。